# دومینگوئز ناسیمنتو دوس سانتوس فیلو
دومینگوئز ناسیمنتو دوس سانتوس فیلو (به پرتغالی: Domingos Nascimento dos Santos Filho) مدافع اهل برزیل است که در شهر Muniz Ferreira، باهیا و در تاریخ ۱۲ دسامبر ۱۹۸۵ به دنیا آمده‌است.
دومینگوئز ناسیمنتو دوس سانتوس فیلو در تیم‌های فوتبال سانتوس سابقهٔ حضور دارد.